# Landl
Landl è un comune austriaco di 2 877 abitanti nel distretto di Liezen, in Stiria. Il 1º gennaio 2015 ha inglobato i comuni soppressi di Gams bei Hieflau, Hieflau e Palfau.
È interessato dal Parco Nazionale Gesäuse.